# Leptophion quorus
Leptophion quorus là một loài tò vò trong họ Ichneumonidae.